# موميجي
موميجي (بالإنجليزية: Momiji)‏ و (باليابانية: 紅葉) هي شخصية لعبة فيديو خيالية تظهر في لعبة نينجا غايدن وديد أور ألايف، وموميجي هي كاهنة نينجا، ظهرت أول مرة مع ريو هايابوسا في لعبة نينجا غايدن:سيف التنين في سنة 2008 وثم عادت وظهرت في لعبة نينجا غايدن سيجما 2 في سنة 2009 وظهرت في لعبة نينجا غايدن 3: رايزرز إدج في سنة 2012 ولعبة ديد أور ألايف ألتيمت ولعبة ديد أور ألايف لاست راوند وديد أور ألايف إكستريم 3.